# 시모쿠이시키촌
시모쿠이시키촌(下九一色村)은 야마나시현 니시야쓰시로군에 있던 촌이다. 현재의 이치카와미사토정 동부, 미나미코마군 미노부정 북동부에 해당한다.

## 역사
- 1889년 7월 1일 - 정촌제 시행에 의해 니시야쓰시로군 시모쿠이시키촌이 성립하였다
- 1954년 11월 3일 - 아래의 변경사항에 따라 시모쿠이시키촌은 폐지되었다.
  - 하타쿠마, 나카야마 ,누타, 다카하기, 산정, 시모아사가와가 오쓰카촌, 우에노촌의 일부와 합병해, 미타마정이 성립하였다.
  - 오리카토, 핫사카는 후루세키촌에 편입되었다.
- 1956년 9월 30일 - 구나도촌, 후루세키촌, 교와촌과 합병해 새로운 시모베정이 성립하였다
- 2004년 9월 30일 - 시모베정은 나카토미정, 미노부정과 합병해 미노부정이 성립하였다.
- 2005년 10월 1일 - 마타마정, 이치카와다이몬정과 합병해 이치카와미사토정이 성립하였다.

## 참고문헌
- 角川日本地名大辞典 19 山梨県